# Ambardach (Maimetscha)
Der Ambardach (russisch Амбардах) ist ein etwa 235 km langer linker Nebenfluss der Maimetscha im Norden der russischen Region Krasnojarsk.

## Verlauf
Der Ambardach verläuft im Putorana-Gebirge, das Teil des Mittelsibirischen Berglands ist. Der Ambardach bildet den Abfluss des 597 m hoch gelegenen Basselaksees, den er an dessen östlichen Seeende verlässt. Der Ambardach durchfließt das Hochland in überwiegend ostnordöstlicher Richtung und trifft schließlich auf die Maimetscha, 280 km oberhalb deren Mündung in die Cheta. Größere Nebenflüsse sind Cherkimi, Atyrdjak und Cherki von links sowie Tamnaksangda von rechts.

## Einzugsgebiet
Der Ambardach entwässert ein etwa 6640 km² großes Gebiet. Das Einzugsgebiet des Ambardach grenzt im Osten und im Süden an das der oberstrom gelegenen Maimetscha, im äußersten Westen an das des Ajakli sowie im Nordwesten und im Norden an die Einzugsgebiete von Bojarka und Großer Romanicha.